# Wapen van Staphorst

Het wapen van de gemeente Staphorst

Het wapen van Staphorst is het gemeentelijke wapen van de Overijsselse gemeente Staphorst. Het wapen werd met het besluit van de Hoge Raad van Adel op 24 november 1819  aan de gemeente bevestigd. De omschrijving luidt:
"Van lazuur, beladen met drie samen gevoegde torens van goud."

## Geschiedenis
Onduidelijk is de betekenis van de drie torens en de ouderdom van het wapen. Er bestaan diverse verklaringen voor het wapen, die echter allemaal zonder bewijs zijn. Het zou kunnen verwijzen naar de drie kerkdorpen in de gemeente, Staphorst, IJhorst en Rouveen, de kerktorens ter plaatse, het aantal keren dat de kerk van Staphorst verplaatst werd, maar zou ook een verwijzing kunnen zijn naar de torens van drie voormalige kloosters zoals het Mariënklooster aan het Zwarte Water, dat door de protestanten gedurende de Reformatie vernield werd. Ook een mogelijkheid is dat het de drie torens zijn van het familiewapen van Ter Torne, telgen uit dit geslacht waren schepenen van Hasselt in de 14e en 15e eeuw. Het wapen werd in 1819 aan de gemeente bevestigd, waaruit blijkt dat het wapen voor die tijd al bestond.